# Henry H. Wells
Henry Horatio Wells (Rochester, 17 settembre 1823 – Palmyra, 13 febbraio 1890) è stato un politico e avvocato statunitense.
Fu il provvisorio governatore della Virginia dal 1868 al 1869, durante l'era della Ricostruzione.